# Melodifestivalen 2024
Das Melodifestivalen 2024 war der schwedische Vorentscheid für den Eurovision Song Contest 2024 in Schweden. Es war die 64. Ausgabe des von der öffentlich-rechtlichen Fernsehgesellschaft Sveriges Television (SVT) veranstalteten Wettbewerbs. Marcus & Martinus gewannen mit dem Lied Unforgettable.

## Format

### Konzept
2024 wird das Format erstmals seit 2015 wieder im größeren Umfang verändert. Es treten 30 Beiträge an, die auf fünf Halbfinals verteilt werden, sodass jeweils sechs Beiträge pro Halbfinale vorgestellt werden, das Semifinal entfällt. Die Zuschauer entscheiden in zwei Abstimmungsrunden, wer sich für das Finale qualifiziert. Im Halbfinale eins bis fünf (Deltävling, dt. Wettbewerb) qualifizieren sich die ersten beiden Beiträge direkt für das Finale. Zehn restliche Beiträge aller Halbfinals (Plätze 3 und 4 jedes Halbfinals) werden im fünften Halbfinale erneut zur Abstimmung gestellt. Die Wertungen der restlichen Beiträge kommen dabei aus der Abstimmung des jeweiligen Halbfinals und der zweiten Abstimmungsrunde im fünften Halbfinale. Allerdings greift in der zweiten Abstimmungsrunde auch wieder das Punktesystem der Altersgruppen. Die zwei Beiträge, die dann die meisten Punkte haben, erreichen ebenso das Finale. Dort treten dann 12 Beiträge an, wo der Sieger zu 50 % vom internationalen Juryvoting und zu 50 % vom Televoting bestimmt wird.
2019 wurde ein neues Abstimmungssystem eingeführt, das 2024 auch wieder eingesetzt werden wird.
| Altersgruppen:                                                                         |
| 3–9 Jahre10–15 Jahre16–29 Jahre30–44 Jahre45–59 Jahre60–74 Jahreab 75 JahrenTelevoting |

Im Finale kann dann jede Gruppe 12, 10, 8, 7, 6, 5, 4, 3, 2 und 1 Punkt/e verteilen. Um ein ausgeglichenes Verhältnis zu den internationalen Jurys im Finale zu haben, gibt es insgesamt acht von ihnen. Denn auch je internationale Jury wird 12, 10, 8, 7, 6, 5, 4, 3, 2 und 1 Punkt/e verteilt. So bleibt das System bestehen, dass im Halbfinale die Zuschauer das Ergebnis festlegen und im Finale zu 50 % die Zuschauer und zu 50 % eine internationale Jury den Sieger entscheiden.

### Sendungen
| Malmö |

| Göteborg |

| Växjö |

| Eskilstuna |

| Karlstad |

| Solna |

Am 20. September 2023 wurden die Austragungsorte der sechs Sendungen vorgestellt. Trotz Bemühungen konnten keine Sendungen im Norden Schwedens realisiert werden, da die möglichen Austragungsorte zum Zeitpunkt des Melodifestivalens bereits für andere Veranstaltungen belegt sind. Im Jahr 2025 soll das Melodifestivalen wieder in Städte im Norden Schwedens zurückkehren.
| Sendung      | Sendedatum       | Stadt      | Austragungsort     | Zuschauer (Gesamt) | Zuschauer (SVT1) | Zuschauer (SVT Play) | Marktanteil | Zuschauerstimmen (Televoting & App) | Anzahl der Votings |
| ------------ | ---------------- | ---------- | ------------------ | ------------------ | ---------------- | -------------------- | ----------- | ----------------------------------- | ------------------ |
| Deltävling 1 | 3. Februar 2024  | Malmö      | Malmö Arena        | 3.281.130          | 2.900.000        | 381.130              | 76,7 %      | 7.337.419                           | 460.794            |
| Deltävling 2 | 10. Februar 2024 | Göteborg   | Scandinavium       | 3.221.292          | 2.858.000        | 363.292              | 76,2 %      | 10.239.205                          | 589.162            |
| Deltävling 3 | 17. Februar 2024 | Växjö      | Vida Arena         | 3.189.123          | 2.755.000        | 434.123              | 73,3 %      | 9.037.118                           | 567.234            |
| Deltävling 4 | 24. Februar 2024 | Eskilstuna | Stiga Sports Arena | 3.167.182          | 2.765.000        | 402.182              | 79,2 %      | 9.143.540                           | 555.108            |
| Deltävling 5 | 2. März 2024     | Karlstad   | Löfbergs Arena     | 3.061.813          | 2.652.000        | 408.813              | 75,5 %      | 10.285.078                          | 597.243            |
| Finale       | 9. März 2024     | Solna      | Friends Arena      | 3.411.627          | 2.850.000        | 560.627              | 71,9 %      | 26.597.637                          | 1.028.327          |

### Moderation
Am 12. Januar 2024 gab SVT bekannt, dass Carina Berg die Moderation der Sendung übernimmt.

### Beitragswahl
Vom 26. August bis zum 15. September 2023, hatten Komponisten die Gelegenheit, einen Beitrag beim schwedischen Fernsehen SVT einzureichen. Von diesen werden 30 Beiträge ausgewählt. Insgesamt wurden 2624 Beiträge eingereicht.

## Teilnehmer
Am 1. Dezember 2023 wurden alle 30 Teilnehmer des Melodifestivalen 2024 in einer Pressekonferenz von SVT bekanntgegeben.

### Zurückkehrende Interpreten
Von den 30 Interpreten kehrten 14 zum Wettbewerb zurück, wobei Sami Rekik vom Duo Medina zudem bereits 2021 (damals zusammen mit Wahl) am Melodifestivalen teilnahm. 
Lisa Ajax nahm bereits zum fünften Mal am Melodifestivalen teil. Auch Danny Saucedo nahm zum fünften Mal teil. Zudem moderierte er das Melodifestivalen 2013 zusammen mit Gina Dirawi. 
Bemerkenswert ist, dass erstmals seit längerer Zeit kein ehemaliger Sieger des Melodifestivalens zurückkehrte. Allerdings nahmen mit Marcus & Martinus die Zweitplatzierten von 2023, mit Dotter die Zweitplatzierte von 2020 und mit Danny Saucedo der Zweitplatzierte von 2011 & 2012 erneut am Melodifestivalen teil.
| Interpret          | Vorheriges Teilnahmejahr                             |
| ------------------ | ---------------------------------------------------- |
| Adam Woods         | 2023 (zusammen mit Jon Henrik Fjällgren & Arc North) |
| Cazzi Opeia        | 2022                                                 |
| Clara Klingenström | 2021                                                 |
| Danny Saucedo      | 2009 (als Teil der Gruppe E.M.D.), 2011, 2012, 2021  |
| Dotter             | 2018, 2020, 2021                                     |
| Elisa Lindström    | 2015, 2021                                           |
| Lasse Stefanz      | 2011                                                 |
| Liamoo             | 2018, 2019, 2022                                     |
| Lisa Ajax          | 2016, 2017, 2019, 2022                               |
| Marcus & Martinus  | 2023                                                 |
| Maria Sur          | 2023                                                 |
| Medina             | 2022                                                 |
| Samir & Viktor     | 2015, 2016, 2018                                     |
| Smash into Pieces  | 2023                                                 |

## Halbfinale
Die Startreihenfolge innerhalb der Halbfinale wurde am 9. Januar 2024 bekanntgeben.

### Erstes Halbfinale

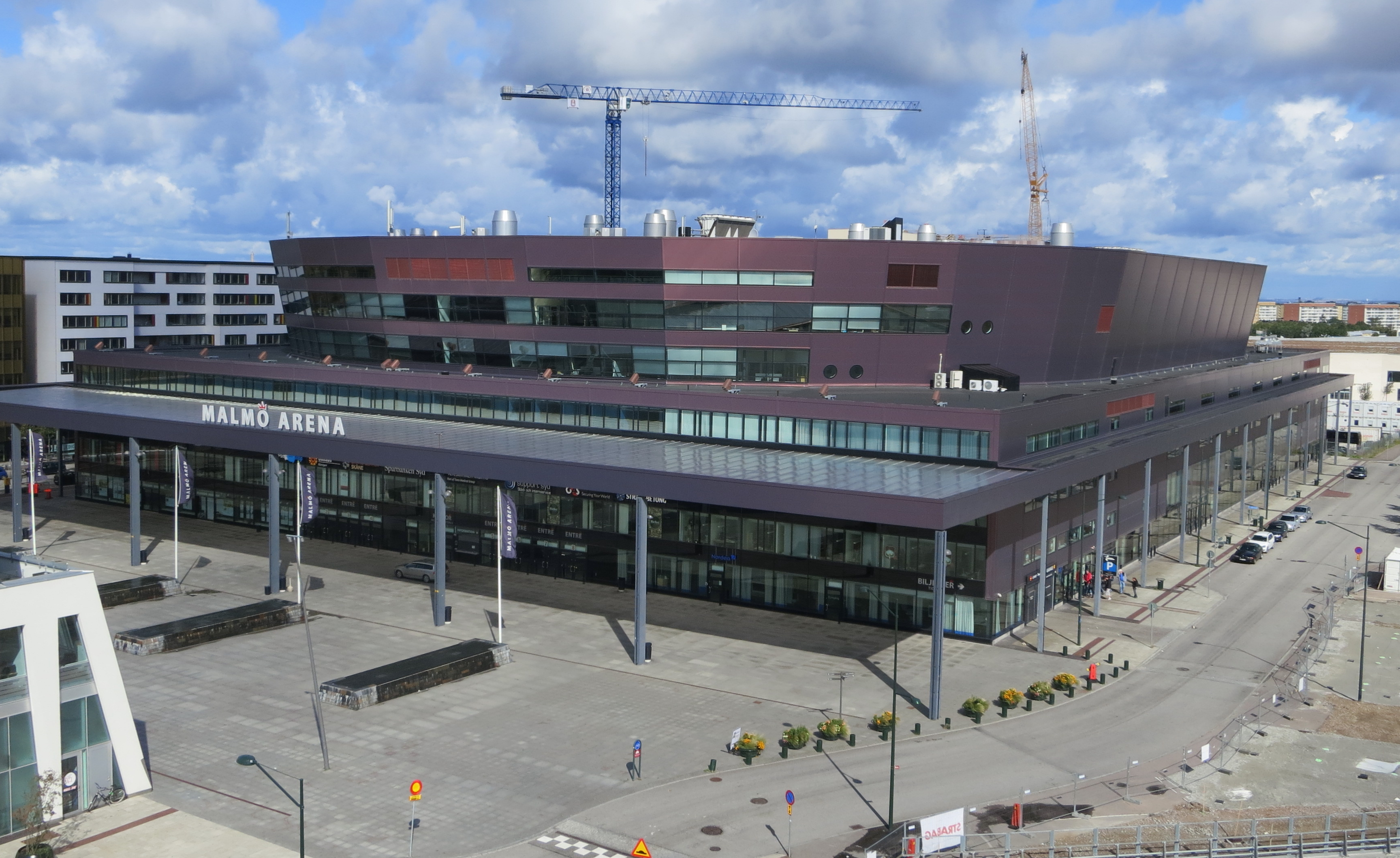
Malmö Arena

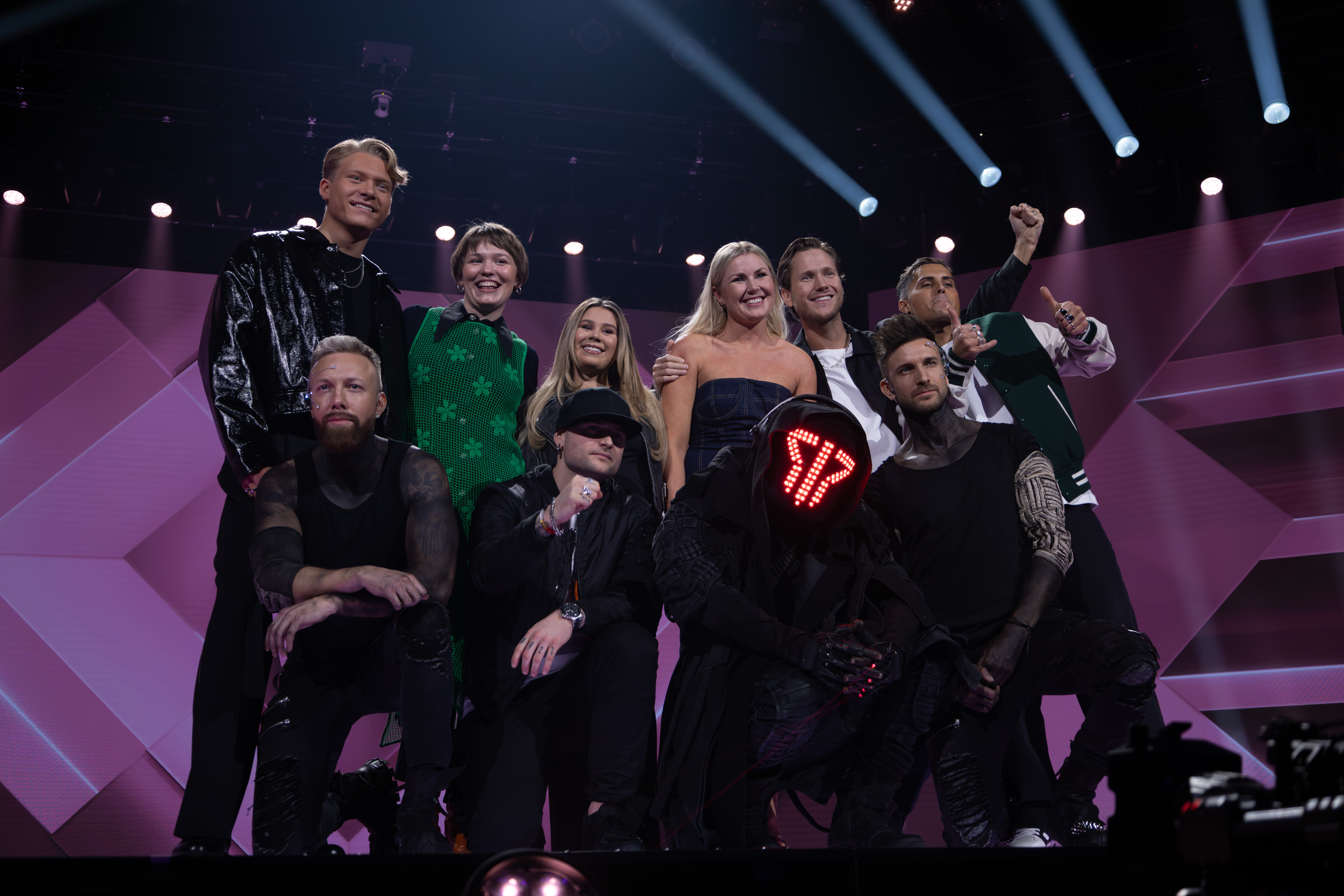
Die Interpreten der ersten Vorrunde

Das erste Halbfinale (Deltävling 1) fand am 3. Februar 2024 in der Malmö Arena in Malmö statt. In der ersten Abstimmungsrunde konnten sich Smash into Pieces, wie im Vorjahr direkt für das Finale qualifizieren. Als zweite folgte Lisa Ajax, die sich nun schon zum vierten Mal für das Finale qualifizieren konnte. Zum zweiten Mal nach 2016 konnte sie sich direkt qualifizieren. Die zwei weiteren Finaleinzüge erfolgten 2017 sowie 2019 jeweils über die Andra Chansen-Runde.
| Platz | Startnr. | Interpret         | Lied Musik (M) und Text (T) | Sprache    | Übersetzung (inoffiziell) | Zuschauerstimmen (Televoting & App) | Zuschauerstimmen (Televoting & App) | Zuschauerstimmen (Televoting & App) | Zuschauerstimmen (Televoting & App) | Zuschauerstimmen (Televoting & App) | Bild |
| Platz | Startnr. | Interpret         | Lied Musik (M) und Text (T) | Sprache    | Übersetzung (inoffiziell) | Stimmen (Erste Runde)               | Stimmen (Zweite Runde)              | Stimmen (Gesamt)                    | %                                   | Punkte                              | Bild |
| ----- | -------- | ----------------- | --- | ---------- | ------------------------- | ----------------------------------- | ----------------------------------- | ----------------------------------- | ----------------------------------- | ----------------------------------- | ---- |
| 1.    | 6        | Smash into Pieces | Heroes Are Calling M/T: Andreas „Giri“ Lindbergh, Benjamin Jennebo, Chris Adam Hedman Sörbye, Jimmy „Joker“ Thörnfeldt, Joy Deb, Linnea Deb, Per Bergquist | Englisch   | Helden rufen              | 1.287.107                           | Beitrag nicht in zweiter Runde      | Beitrag nicht in zweiter Runde      | Beitrag nicht in zweiter Runde      | Beitrag nicht in zweiter Runde      |      |
| 2.    | 5        | Lisa Ajax         | Awful Liar M/T: David Lindgren Zacharias, Sebastian Atas, Victor Crone, Victor Sjöström                                                                    | Englisch   | Schlechter Lügner         | 1.146.470                           | 610.447                             | 1.756.917                           | 29,0 %                              | 86                                  |      |
| 3.    | 4        | Elisa Lindström   | Forever Yours M/T: Elisa Lindström, Erik Bernholm, Henric Axelsson, Henrik Sethsson, Thomas G:son                                                          | Englisch   | Für Immer dein            | 757.042                             | 342.421                             | 1.099.463                           | 18,2 %                              | 69                                  |      |
| 4.    | 1        | Adam Woods        | Supernatural M/T: Adam Woods, Calle Hellberg, Jonna Hall, William Segerdahl                                                                                | Englisch   | Übernatürlich             | 897.010                             | 479.236                             | 1.376.246                           | 22,7 %                              | 66                                  |      |
| 5.    | 2        | Samir & Viktor    | Hela världen väntar M/T: David Kreuger, Fredrik Kempe, Niklas Carson Mattsson                                                                              | Schwedisch | Die ganze Welt wartet     | 805.045                             | 401.125                             | 1.206.170                           | 19,9 %                              | 57                                  |      |
| 6.    | 3        | Melina Borglowe   | Min melodi M/T: Melina Borglowe, Andreas Mattsson, Thomas G:son                                                                                            | Schwedisch | Meine Melodie             | 441.839                             | 169.677                             | 611.516                             | 10,1 %                              | 26                                  |      |

 Kandidat hat sich für das Finale qualifiziert.
 Kandidat hat sich für die Finalkvalet qualifiziert.
| Startnr. | Interpret         | 3–9 Jahre                          | 3–9 Jahre                          | 10–15 Jahre                        | 10–15 Jahre                        | 16–29 Jahre                        | 16–29 Jahre                        | 30–44 Jahre                        | 30–44 Jahre                        | 45–59 Jahre                        | 45–59 Jahre                        | 60–74 Jahre                        | 60–74 Jahre                        | ab 75 Jahren                       | ab 75 Jahren                       | Televoting                         | Televoting                         | Gesamt | Platz |
| Startnr. | Interpret         | Platz                              | Punkte                             | Platz                              | Punkte                             | Platz                              | Punkte                             | Platz                              | Punkte                             | Platz                              | Punkte                             | Platz                              | Punkte                             | Platz                              | Punkte                             | Platz                              | Punkte                             | Gesamt | Platz |
| -------- | ----------------- | ---------------------------------- | ---------------------------------- | ---------------------------------- | ---------------------------------- | ---------------------------------- | ---------------------------------- | ---------------------------------- | ---------------------------------- | ---------------------------------- | ---------------------------------- | ---------------------------------- | ---------------------------------- | ---------------------------------- | ---------------------------------- | ---------------------------------- | ---------------------------------- | ------ | ----- |
| 1        | Adam Woods        | 1.                                 | 12                                 | 2.                                 | 10                                 | 2.                                 | 10                                 | 2.                                 | 10                                 | 3.                                 | 8                                  | 3.                                 | 8                                  | 4.                                 | 5                                  | 5.                                 | 3                                  | 66     | 4.    |
| 2        | Samir & Viktor    | 2.                                 | 10                                 | 3.                                 | 8                                  | 3.                                 | 8                                  | 4.                                 | 5                                  | 4.                                 | 5                                  | 4.                                 | 5                                  | 3.                                 | 8                                  | 3.                                 | 8                                  | 57     | 5.    |
| 3        | Melina Borglowe   | 5.                                 | 3                                  | 5.                                 | 3                                  | 5.                                 | 3                                  | 5.                                 | 3                                  | 5.                                 | 3                                  | 5.                                 | 3                                  | 5.                                 | 3                                  | 4.                                 | 5                                  | 26     | 6.    |
| 4        | Elisa Lindström   | 4.                                 | 5                                  | 4.                                 | 5                                  | 4.                                 | 5                                  | 3.                                 | 8                                  | 2.                                 | 10                                 | 1.                                 | 12                                 | 1.                                 | 12                                 | 1.                                 | 12                                 | 69     | 3.    |
| 5        | Lisa Ajax         | 3.                                 | 8                                  | 1.                                 | 12                                 | 1.                                 | 12                                 | 1.                                 | 12                                 | 1.                                 | 12                                 | 2.                                 | 10                                 | 2.                                 | 10                                 | 2.                                 | 10                                 | 86     | 2.    |
| 6        | Smash into Pieces | Beitrag nicht in der zweiten Runde | Beitrag nicht in der zweiten Runde | Beitrag nicht in der zweiten Runde | Beitrag nicht in der zweiten Runde | Beitrag nicht in der zweiten Runde | Beitrag nicht in der zweiten Runde | Beitrag nicht in der zweiten Runde | Beitrag nicht in der zweiten Runde | Beitrag nicht in der zweiten Runde | Beitrag nicht in der zweiten Runde | Beitrag nicht in der zweiten Runde | Beitrag nicht in der zweiten Runde | Beitrag nicht in der zweiten Runde | Beitrag nicht in der zweiten Runde | Beitrag nicht in der zweiten Runde | Beitrag nicht in der zweiten Runde | –      | 1.    |

### Zweites Halbfinale

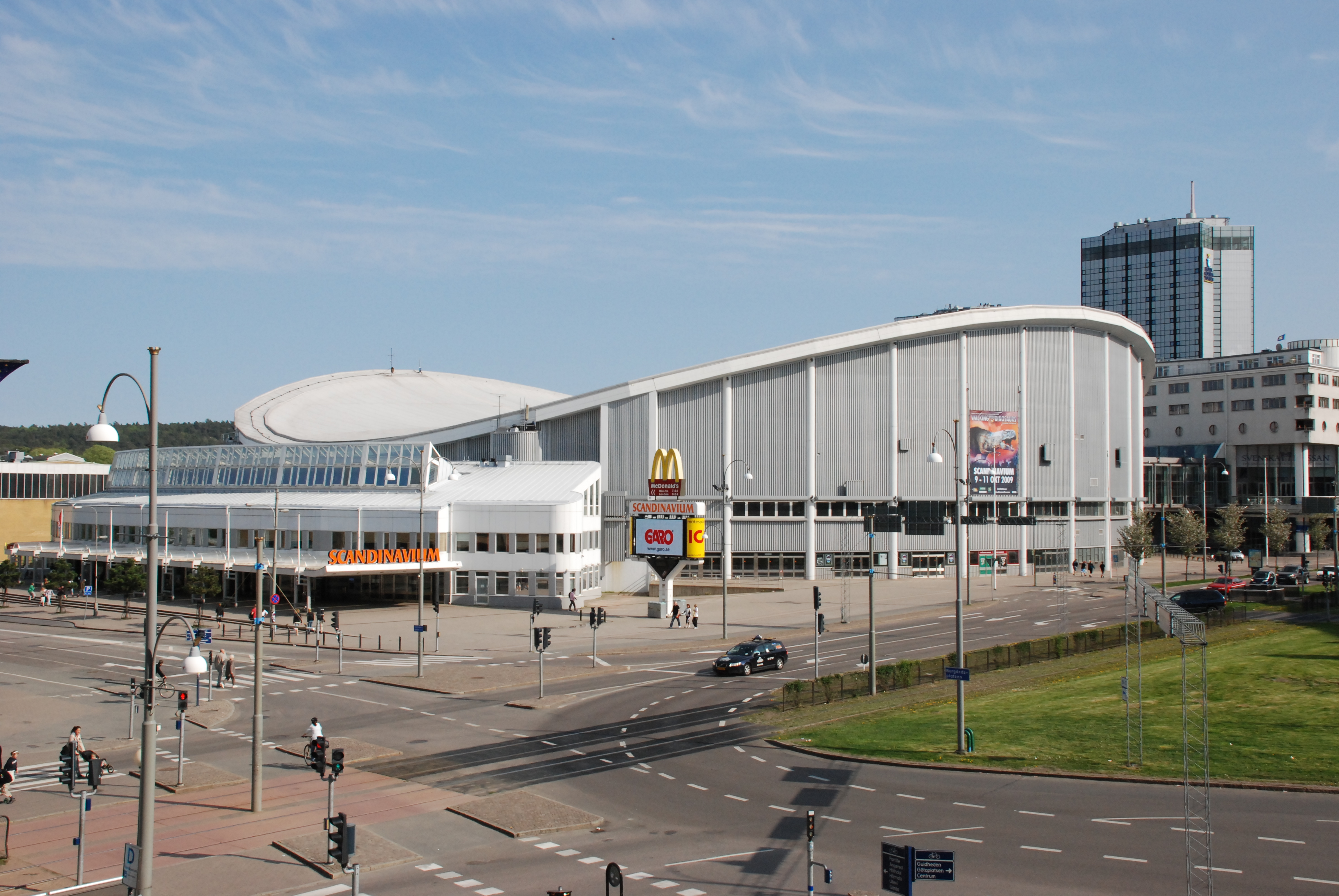
Scandinavium

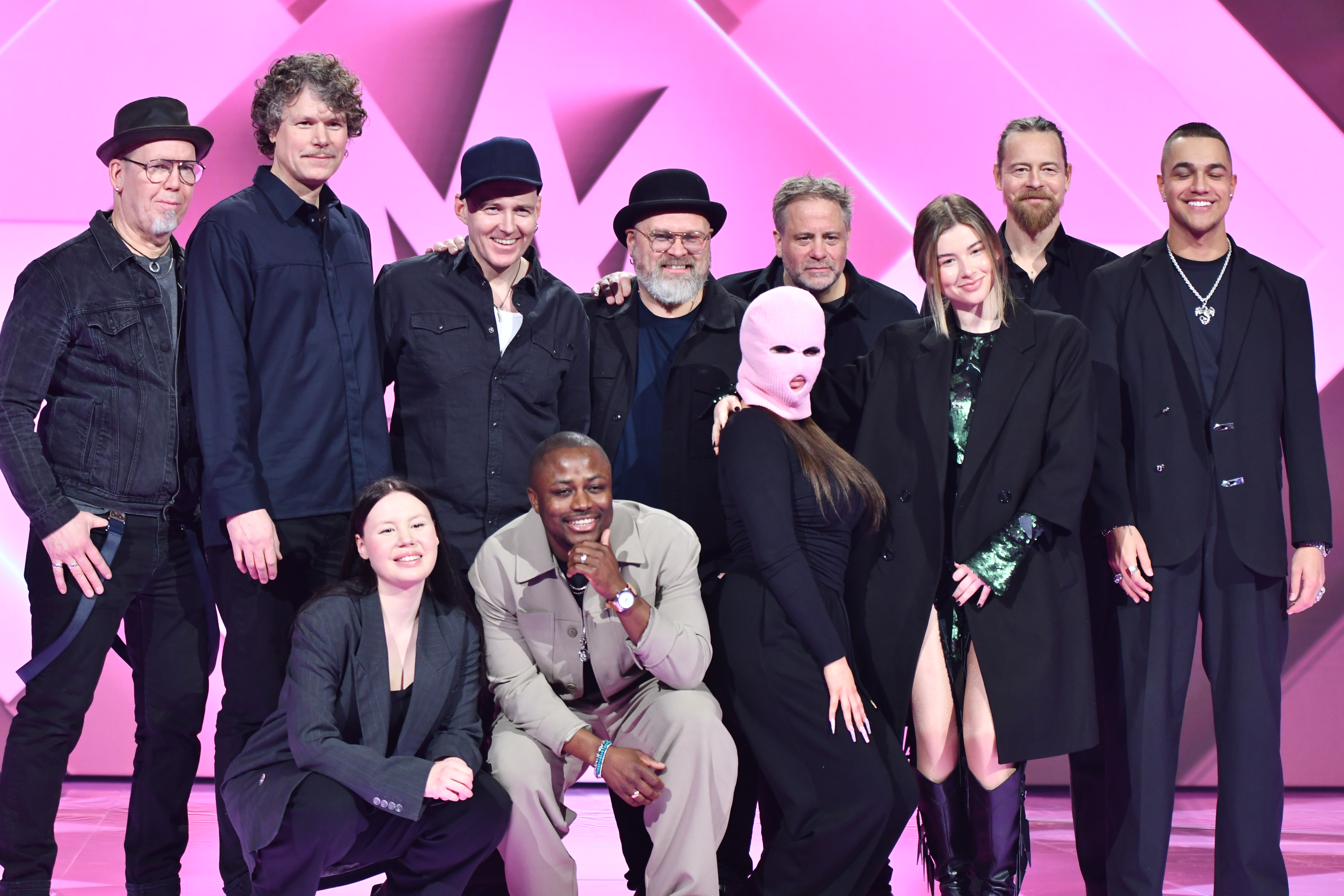
Die Interpreten der zweiten Vorrunde

Das zweite Halbfinale (Deltävling 2) fand am 10. Februar 2024 im Scandinavium in Göteborg statt. Liamoo konnte sich nach 2018, 2019 und 2022 bereits zum vierten Mal in Folge für das Finale qualifizieren und zählt damit zu den wenigen Interpreten, die dies bereits im Melodifestivalen geschafft haben. Er erhielt in der ersten Abstimmungsrunde die meisten Stimmen. Als zweite folgte Maria Sur, die sich wie im Vorjahr direkt für das Finale qualifizieren konnte.
| Platz | Startnr. | Interpret      | Lied Musik (M) und Text (T)                                                                                   | Sprache    | Übersetzung (inoffiziell) | Zuschauerstimmen (Televoting & App) | Zuschauerstimmen (Televoting & App) | Zuschauerstimmen (Televoting & App) | Zuschauerstimmen (Televoting & App) | Zuschauerstimmen (Televoting & App) | Bild |
| Platz | Startnr. | Interpret      | Lied Musik (M) und Text (T)                                                                                   | Sprache    | Übersetzung (inoffiziell) | Stimmen (Erste Runde)               | Stimmen (Zweite Runde)              | Stimmen (Gesamt)                    | %                                   | Punkte                              | Bild |
| ----- | -------- | -------------- | --- | ---------- | ------------------------- | ----------------------------------- | ----------------------------------- | ----------------------------------- | ----------------------------------- | ----------------------------------- | ---- |
| 1.    | 5        | Liamoo         | Dragon M/T: Anderz Wrethov, Jimmy „Joker“ Thörnfeldt, Julie „Kill J“ Aagaard, Liam Pablito Cacatian Thomassen | Englisch   | Drache                    | 1.677.964                           | Beitrag nicht in zweiter Runde      | Beitrag nicht in zweiter Runde      | Beitrag nicht in zweiter Runde      | Beitrag nicht in zweiter Runde      |      |
| 2.    | 1        | Maria Sur      | When I’m Gone M/T: Anderz Wrethov, Jimmy „Joker“ Thörnfeldt, Julie „Kill J“ Aagaard, Maria Sur                | Englisch   | Wenn ich fort bin         | 1.463.057                           | 927.690                             | 2.390.747                           | 27,9 %                              | 94                                  |      |
| 3.    | 3        | Dear Sara      | The Silence After You M/T: Benjamin Rosenbohm, Jonas Thander, Marcus Winther-John, Sara Nutti                 | Englisch   | Die Stille nach dir       | 1.110.711                           | 607.351                             | 1.718.062                           | 20,1 %                              | 61                                  |      |
| 4.    | 6        | Fröken Snusk   | Unga & Fria M/T: Fröken Snusk, Sara Ryan                                                                      | Schwedisch | Jung und frei             | 1.159.654                           | 695.207                             | 1.854.861                           | 21,7 %                              | 58                                  |      |
| 5.    | 4        | C-Joe          | Ahumma M/T: Charles Koroma, Diana Kambugu, Michael Didriksson, Palle Hammarlund, Tony Malm, Twice Ice         | Englisch   | –                         | 1.080.133                           | 556.581                             | 1.636.714                           | 19,1 %                              | 53                                  |      |
| 6.    | 2        | Engmans Kapell | Norrland M/T: Larry Forsberg, Lennart Wastesson, Sven-Inge Sjöberg                                            | Schwedisch | –                         | 679.574                             | 281.283                             | 960.857                             | 11,2 %                              | 38                                  |      |

 Kandidat hat sich für das Finale qualifiziert.
 Kandidat hat sich für die Finalkvalet qualifiziert.
| Startnr. | Interpret      | 3–9 Jahre                          | 3–9 Jahre                          | 10–15 Jahre                        | 10–15 Jahre                        | 16–29 Jahre                        | 16–29 Jahre                        | 30–44 Jahre                        | 30–44 Jahre                        | 45–59 Jahre                        | 45–59 Jahre                        | 60–74 Jahre                        | 60–74 Jahre                        | ab 75 Jahren                       | ab 75 Jahren                       | Televoting                         | Televoting                         | Gesamt | Platz |
| Startnr. | Interpret      | Platz                              | Punkte                             | Platz                              | Punkte                             | Platz                              | Punkte                             | Platz                              | Punkte                             | Platz                              | Punkte                             | Platz                              | Punkte                             | Platz                              | Punkte                             | Platz                              | Punkte                             | Gesamt | Platz |
| -------- | -------------- | ---------------------------------- | ---------------------------------- | ---------------------------------- | ---------------------------------- | ---------------------------------- | ---------------------------------- | ---------------------------------- | ---------------------------------- | ---------------------------------- | ---------------------------------- | ---------------------------------- | ---------------------------------- | ---------------------------------- | ---------------------------------- | ---------------------------------- | ---------------------------------- | ------ | ----- |
| 1        | Maria Sur      | 1.                                 | 12                                 | 1.                                 | 12                                 | 2.                                 | 10                                 | 1.                                 | 12                                 | 1.                                 | 12                                 | 1.                                 | 12                                 | 1.                                 | 12                                 | 1.                                 | 12                                 | 94     | 2.    |
| 2        | Engmans Kapell | 5.                                 | 3                                  | 5.                                 | 3                                  | 5.                                 | 3                                  | 5.                                 | 3                                  | 5.                                 | 3                                  | 4.                                 | 5                                  | 3.                                 | 8                                  | 2.                                 | 10                                 | 38     | 6.    |
| 3        | Dear Sara      | 4.                                 | 5                                  | 4.                                 | 5                                  | 4.                                 | 5                                  | 3.                                 | 8                                  | 2.                                 | 10                                 | 2.                                 | 10                                 | 2.                                 | 10                                 | 3.                                 | 8                                  | 61     | 3.    |
| 4        | C-Joe          | 3.                                 | 8                                  | 3.                                 | 8                                  | 3.                                 | 8                                  | 4.                                 | 5                                  | 3.                                 | 8                                  | 3.                                 | 8                                  | 4.                                 | 5                                  | 5.                                 | 3                                  | 53     | 5.    |
| 5        | Liamoo         | Beitrag nicht in der zweiten Runde | Beitrag nicht in der zweiten Runde | Beitrag nicht in der zweiten Runde | Beitrag nicht in der zweiten Runde | Beitrag nicht in der zweiten Runde | Beitrag nicht in der zweiten Runde | Beitrag nicht in der zweiten Runde | Beitrag nicht in der zweiten Runde | Beitrag nicht in der zweiten Runde | Beitrag nicht in der zweiten Runde | Beitrag nicht in der zweiten Runde | Beitrag nicht in der zweiten Runde | Beitrag nicht in der zweiten Runde | Beitrag nicht in der zweiten Runde | Beitrag nicht in der zweiten Runde | Beitrag nicht in der zweiten Runde | –      | 1.    |
| 6        | Fröken Snusk   | 2.                                 | 10                                 | 2.                                 | 10                                 | 1.                                 | 12                                 | 2.                                 | 10                                 | 4.                                 | 5                                  | 5.                                 | 3                                  | 5.                                 | 3                                  | 4.                                 | 5                                  | 58     | 4.    |

### Drittes Halbfinale

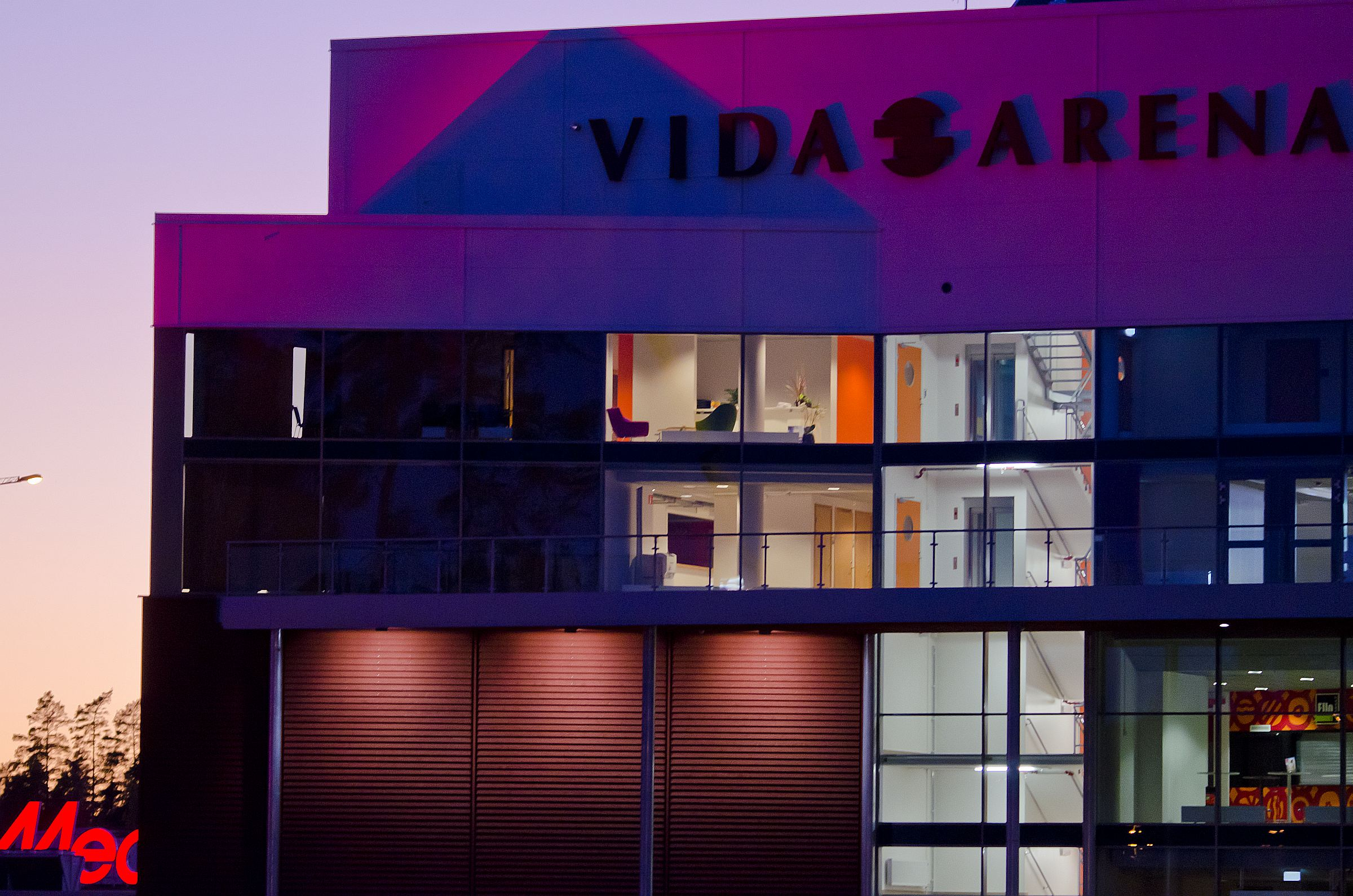
Vida Arena

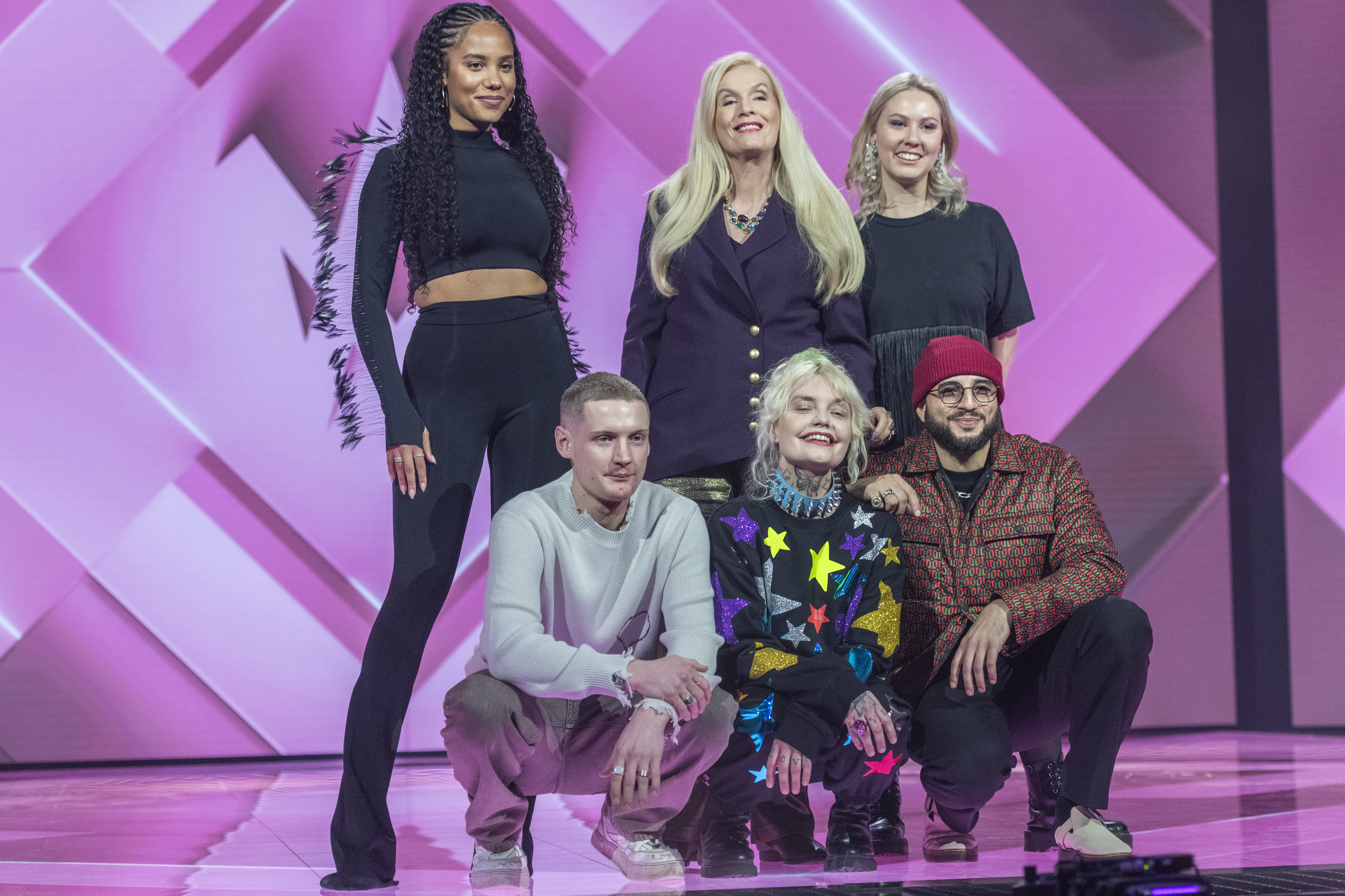
Die Interpreten der dritten Vorrunde

Das dritte Halbfinale (Deltävling 3) fand am 17. Februar 2024 in der Vida Arena in Växjö statt. Mit Jacqline und Cazzi Opeia qualifizierten sich zum ersten Mal seit 2020 wieder zwei weibliche Interpretinnen gleichzeitig für das Finale des Melodifestivalens. Für Jacqline ist es die erste Teilnahme am Finale. Cazzi Opeia qualifizierte sich bereits 2022 fürs Finale.
| Platz | Startnr. | Interpret          | Lied Musik (M) und Text (T)                                                                                        | Sprache    | Übersetzung (inoffiziell)               | Zuschauerstimmen (Televoting & App) | Zuschauerstimmen (Televoting & App) | Zuschauerstimmen (Televoting & App) | Zuschauerstimmen (Televoting & App) | Zuschauerstimmen (Televoting & App) | Bild |
| Platz | Startnr. | Interpret          | Lied Musik (M) und Text (T)                                                                                        | Sprache    | Übersetzung (inoffiziell)               | Stimmen (Erste Runde)               | Stimmen (Zweite Runde)              | Stimmen (Gesamt)                    | %                                   | Punkte                              | Bild |
| ----- | -------- | ------------------ | --- | ---------- | --------------------------------------- | ----------------------------------- | ----------------------------------- | ----------------------------------- | ----------------------------------- | ----------------------------------- | ---- |
| 1.    | 1        | Jacqline           | Effortless M/T: Dino Medanhodzic, Jacqline Mossberg Mounkassa, Jimmy Jansson, Moa Carlebecker, Thomas G:son        | Englisch   | Mühelos                                 | 1.343.304                           | Beitrag nicht in zweiter Runde      | Beitrag nicht in zweiter Runde      | Beitrag nicht in zweiter Runde      | Beitrag nicht in zweiter Runde      |      |
| 2.    | 6        | Cazzi Opeia        | Give My Heart a Break M/T: Ellen Berg, Jimmy Jansson, Moa Carlebecker, Thomas G:son                                | Englisch   | Gib meinem Herz eine Pause              | 1.300.644                           | 886.306                             | 2.186.950                           | 28,4 %                              | 92                                  |      |
| 3.    | 4        | Klaudy             | För dig M/T: William Schenberg, Åke Olofsson                                                                       | Schwedisch | Für dich                                | 908.310                             | 462.679                             | 1.370.989                           | 17,8 %                              | 59                                  |      |
| 4.    | 5        | Gunilla Persson    | I Won’t Shake (La La Gunilla) M/T: Fredrik Andersson                                                               | Englisch   | Ich werde nicht zittern (La La Gunilla) | 1.050.416                           | 565.585                             | 1.616.001                           | 21,0 %                              | 56                                  |      |
| 5.    | 2        | Clara Klingenström | Aldrig mer M/T: Bobby Ljunggren, Clara Klingenström, David Lindgren Zacharias                                      | Schwedisch | Niemals wieder                          | 824.631                             | 381.143                             | 1.205.774                           | 15,7 %                              | 52                                  |      |
| 6.    | 3        | Kim Cesarion       | Take My Breath Away M/T: Albin Johnsén, Christoffer Johansson, Kim Cesarion, Mattias Andréasson, William Segerdahl | Englisch   | Raub mir den Atem                       | 884.738                             | 429.362                             | 1.314.100                           | 17,1 %                              | 45                                  |      |

 Kandidat hat sich für das Finale qualifiziert.
 Kandidat hat sich für die Finalkvalet qualifiziert.
| Startnr. | Interpret          | 3–9 Jahre                          | 3–9 Jahre                          | 10–15 Jahre                        | 10–15 Jahre                        | 16–29 Jahre                        | 16–29 Jahre                        | 30–44 Jahre                        | 30–44 Jahre                        | 45–59 Jahre                        | 45–59 Jahre                        | 60–74 Jahre                        | 60–74 Jahre                        | ab 75 Jahren                       | ab 75 Jahren                       | Televoting                         | Televoting                         | Gesamt | Platz |
| Startnr. | Interpret          | Platz                              | Punkte                             | Platz                              | Punkte                             | Platz                              | Punkte                             | Platz                              | Punkte                             | Platz                              | Punkte                             | Platz                              | Punkte                             | Platz                              | Punkte                             | Platz                              | Punkte                             | Gesamt | Platz |
| -------- | ------------------ | ---------------------------------- | ---------------------------------- | ---------------------------------- | ---------------------------------- | ---------------------------------- | ---------------------------------- | ---------------------------------- | ---------------------------------- | ---------------------------------- | ---------------------------------- | ---------------------------------- | ---------------------------------- | ---------------------------------- | ---------------------------------- | ---------------------------------- | ---------------------------------- | ------ | ----- |
| 1        | Jacqline           | Beitrag nicht in der zweiten Runde | Beitrag nicht in der zweiten Runde | Beitrag nicht in der zweiten Runde | Beitrag nicht in der zweiten Runde | Beitrag nicht in der zweiten Runde | Beitrag nicht in der zweiten Runde | Beitrag nicht in der zweiten Runde | Beitrag nicht in der zweiten Runde | Beitrag nicht in der zweiten Runde | Beitrag nicht in der zweiten Runde | Beitrag nicht in der zweiten Runde | Beitrag nicht in der zweiten Runde | Beitrag nicht in der zweiten Runde | Beitrag nicht in der zweiten Runde | Beitrag nicht in der zweiten Runde | Beitrag nicht in der zweiten Runde | –      | 1.    |
| 2        | Clara Klingenström | 4.                                 | 5                                  | 5.                                 | 3                                  | 5.                                 | 3                                  | 4.                                 | 5                                  | 3.                                 | 8                                  | 2.                                 | 10                                 | 2.                                 | 10                                 | 3.                                 | 8                                  | 52     | 5.    |
| 3        | Kim Cesarion       | 2.                                 | 10                                 | 3.                                 | 8                                  | 4.                                 | 5                                  | 3.                                 | 8                                  | 4.                                 | 5                                  | 5.                                 | 3                                  | 5.                                 | 3                                  | 5.                                 | 3                                  | 45     | 6.    |
| 4        | Klaudy             | 3.                                 | 8                                  | 4.                                 | 5                                  | 3.                                 | 8                                  | 2.                                 | 10                                 | 2.                                 | 10                                 | 3.                                 | 8                                  | 4.                                 | 5                                  | 4.                                 | 5                                  | 59     | 3.    |
| 5        | Gunilla Persson    | 5.                                 | 3                                  | 1.                                 | 12                                 | 1.                                 | 12                                 | 5.                                 | 3                                  | 5.                                 | 3                                  | 4.                                 | 5                                  | 3.                                 | 8                                  | 2.                                 | 10                                 | 56     | 4.    |
| 6        | Cazzi Opeia        | 1.                                 | 12                                 | 2.                                 | 10                                 | 2.                                 | 10                                 | 1.                                 | 12                                 | 1.                                 | 12                                 | 1.                                 | 12                                 | 1.                                 | 12                                 | 1.                                 | 12                                 | 92     | 2.    |

### Viertes Halbfinale

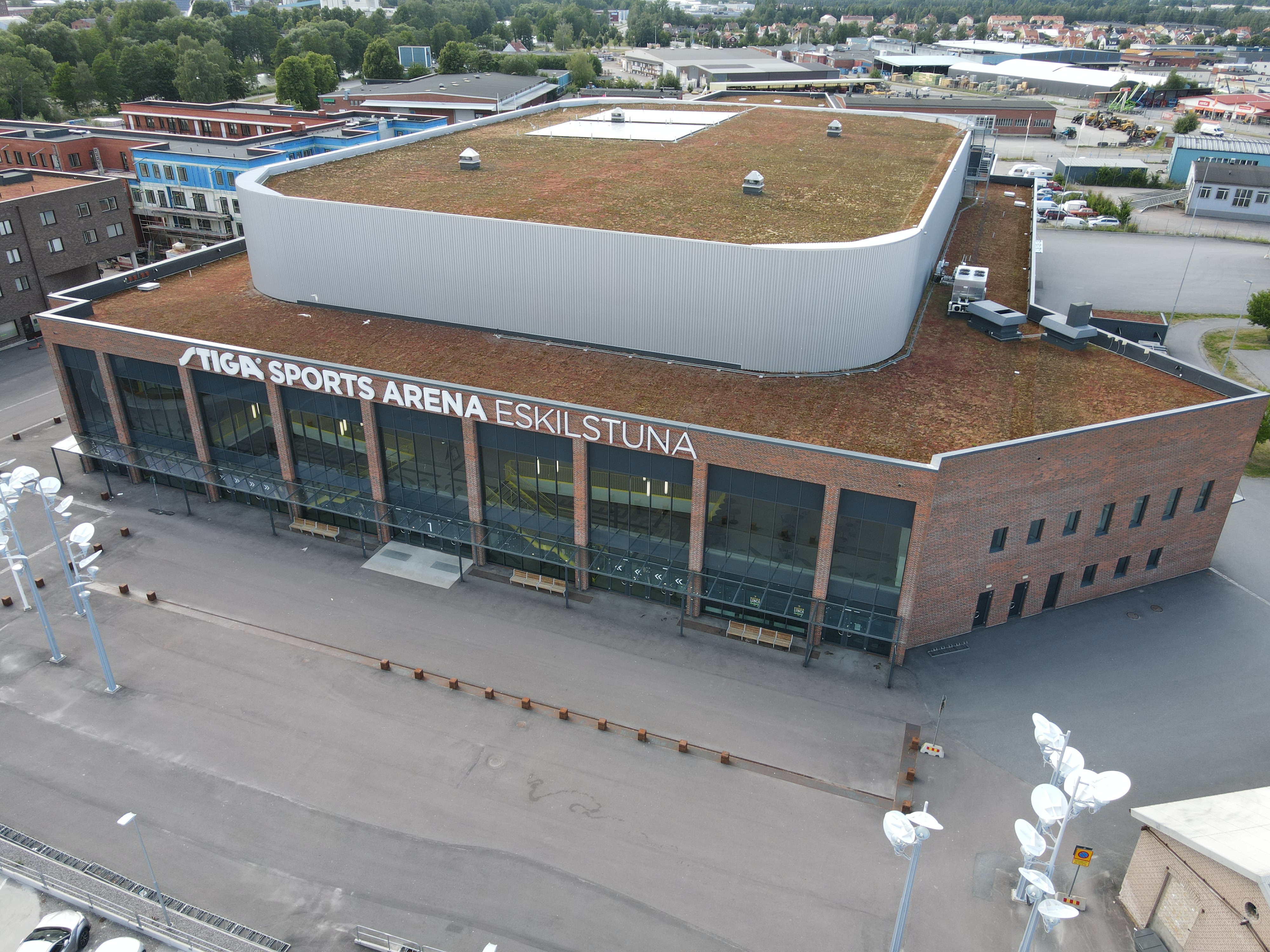
Stiga Sports Arena

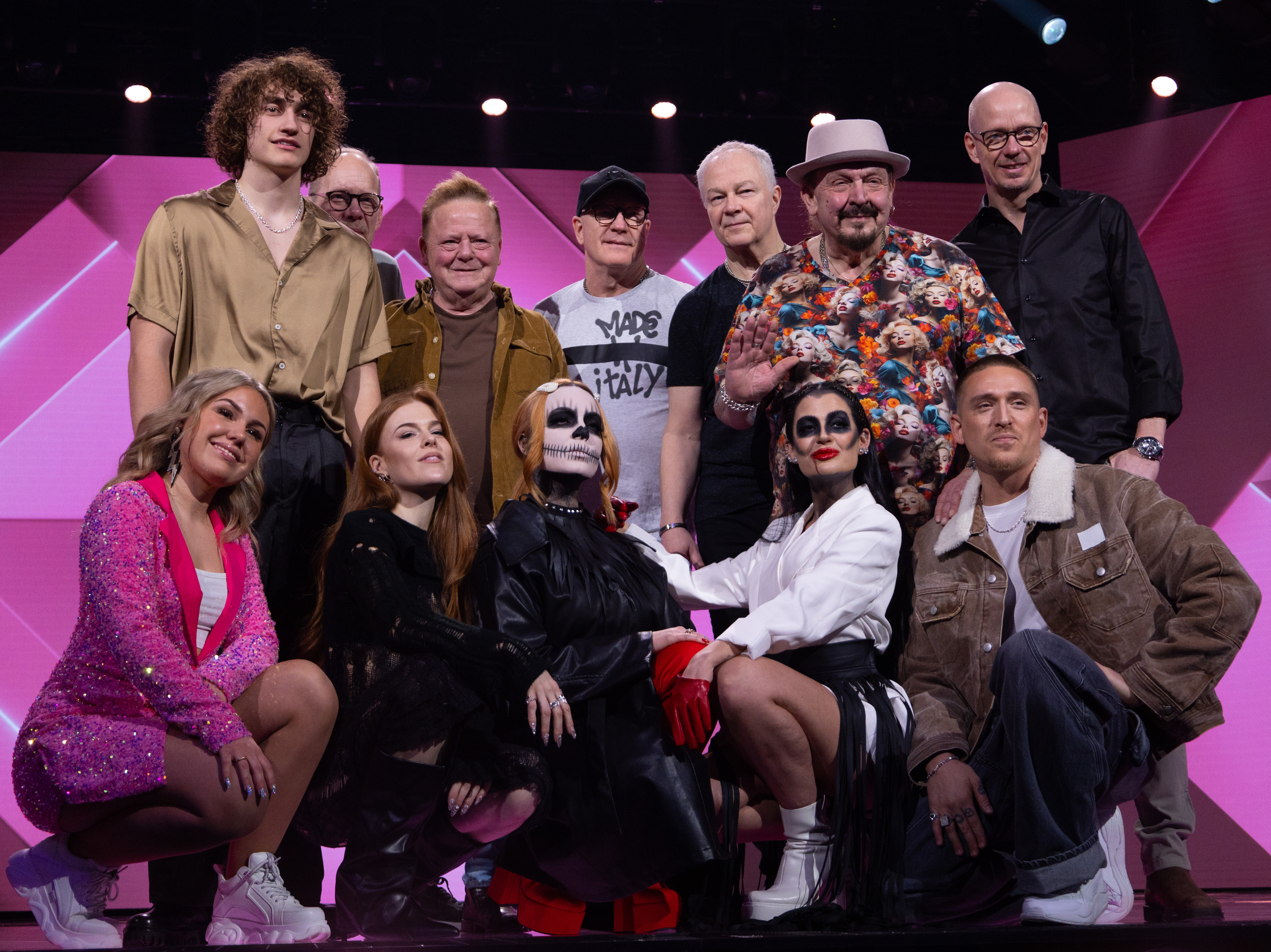
Die Interpreten der vierten Vorrunde

Das vierte Halbfinale (Deltävling 4) fand am 24. Februar 2024 in der Stiga Sports Arena in Eskilstuna statt. Danny Saucedo qualifizierte sich zum bereits fünften Mal in Folge für das Finale. Er zählt damit zu den wenigen Interpreten, denen dies im Melodifestivalen bereits gelungen ist. Auf dem zweiten Platz folgte Dotter, welche sich nach 2020 und 2021 zum dritten Mal für das Finale qualifizieren konnte.
| Platz | Startnr. | Interpret      | Lied Musik (M) und Text (T) | Sprache    | Übersetzung (inoffiziell)                         | Zuschauerstimmen (Televoting & App) | Zuschauerstimmen (Televoting & App) | Zuschauerstimmen (Televoting & App) | Zuschauerstimmen (Televoting & App) | Zuschauerstimmen (Televoting & App) | Bild |
| Platz | Startnr. | Interpret      | Lied Musik (M) und Text (T) | Sprache    | Übersetzung (inoffiziell)                         | Stimmen (Erste Runde)               | Stimmen (Zweite Runde)              | Stimmen (Gesamt)                    | %                                   | Punkte                              | Bild |
| ----- | -------- | -------------- | --- | ---------- | ------------------------------------------------- | ----------------------------------- | ----------------------------------- | ----------------------------------- | ----------------------------------- | ----------------------------------- | ---- |
| 1.    | 6        | Danny Saucedo  | Happy That You Found Me M/T: John Martin, Kristoffer Fogelmark, Michel Zitron                                                                     | Englisch   | Glücklich, dass du mich gefunden hast             | 1.403.133                           | Beitrag nicht in zweiter Runde      | Beitrag nicht in zweiter Runde      | Beitrag nicht in zweiter Runde      | Beitrag nicht in zweiter Runde      |      |
| 2.    | 3        | Dotter         | It’s Not Easy to Write a Love Song M/T: Dino Medanhodzic, Johanna Jansson                                                                         | Englisch   | Es ist nicht einfach, ein Liebeslied zu schreiben | 1.258.479                           | 677.671                             | 1.936.150                           | 25,0 %                              | 84                                  |      |
| 3.    | 1        | Albin Tingwall | Done Getting Over You M/T: Jimmy „Joker“ Thörnfeldt, Joy Deb, Linnea Deb                                                                          | Englisch   | Fertig damit, über dich hinwegzukommen            | 1.000.678                           | 509.376                             | 1.510.054                           | 19,5 %                              | 63                                  |      |
| 4.    | 4        | Scarlet        | Circus X M/T: Emil Behmer, Henric Pierroff, Ian-Paolo Lira, Jessica Rachel Chertock, Scarlett Estevez, Simon Boustedt, Staffan Amberlind, Thirsty | Englisch   | Zirkus X                                          | 1.014.301                           | 559.235                             | 1.573.536                           | 20,3 %                              | 60                                  |      |
| 5.    | 2        | Lia Larsson    | 30 km/h M/T: Axel Schylström, Jimmy Jansson, Lia Larsson, My Söderholm, Thomas G:son                                                              | Schwedisch | –                                                 | 1.049.671                           | 547.654                             | 1.597.325                           | 20,6 %                              | 49                                  |      |
| 6.    | 5        | Lasse Stefanz  | En sång om sommaren M/T: Anders Wigelius, Anderz Wrethov, Robert Norberg                                                                          | Schwedisch | Ein Lied über den Sommer                          | 789.340                             | 334.002                             | 1.123.342                           | 14,5 %                              | 48                                  |      |

 Kandidat hat sich für das Finale qualifiziert.
 Kandidat hat sich für die Finalkvalet qualifiziert.
| Startnr. | Interpret      | 3–9 Jahre                          | 3–9 Jahre                          | 10–15 Jahre                        | 10–15 Jahre                        | 16–29 Jahre                        | 16–29 Jahre                        | 30–44 Jahre                        | 30–44 Jahre                        | 45–59 Jahre                        | 45–59 Jahre                        | 60–74 Jahre                        | 60–74 Jahre                        | ab 75 Jahren                       | ab 75 Jahren                       | Televoting                         | Televoting                         | Gesamt | Platz |
| Startnr. | Interpret      | Platz                              | Punkte                             | Platz                              | Punkte                             | Platz                              | Punkte                             | Platz                              | Punkte                             | Platz                              | Punkte                             | Platz                              | Punkte                             | Platz                              | Punkte                             | Platz                              | Punkte                             | Gesamt | Platz |
| -------- | -------------- | ---------------------------------- | ---------------------------------- | ---------------------------------- | ---------------------------------- | ---------------------------------- | ---------------------------------- | ---------------------------------- | ---------------------------------- | ---------------------------------- | ---------------------------------- | ---------------------------------- | ---------------------------------- | ---------------------------------- | ---------------------------------- | ---------------------------------- | ---------------------------------- | ------ | ----- |
| 1        | Albin Tingwall | 4.                                 | 5                                  | 3.                                 | 8                                  | 2.                                 | 10                                 | 4.                                 | 5                                  | 3.                                 | 8                                  | 2.                                 | 10                                 | 1.                                 | 12                                 | 4.                                 | 5                                  | 63     | 3.    |
| 2        | Lia Larsson    | 1.                                 | 12                                 | 2.                                 | 10                                 | 5.                                 | 3                                  | 3.                                 | 8                                  | 4.                                 | 5                                  | 5.                                 | 3                                  | 4.                                 | 5                                  | 5.                                 | 3                                  | 49     | 5.    |
| 3        | Dotter         | 3.                                 | 8                                  | 1.                                 | 12                                 | 1.                                 | 12                                 | 2.                                 | 10                                 | 1.                                 | 12                                 | 1.                                 | 12                                 | 2.                                 | 10                                 | 3.                                 | 8                                  | 84     | 2.    |
| 4        | Scarlet        | 2.                                 | 10                                 | 4.                                 | 5                                  | 4.                                 | 5                                  | 1.                                 | 12                                 | 2.                                 | 10                                 | 4.                                 | 5                                  | 5.                                 | 3                                  | 2.                                 | 10                                 | 60     | 4.    |
| 5        | Lasse Stefanz  | 5.                                 | 3                                  | 5.                                 | 3                                  | 3.                                 | 8                                  | 5.                                 | 3                                  | 5.                                 | 3                                  | 3.                                 | 8                                  | 3.                                 | 8                                  | 1.                                 | 12                                 | 48     | 6.    |
| 6        | Danny Saucedo  | Beitrag nicht in der zweiten Runde | Beitrag nicht in der zweiten Runde | Beitrag nicht in der zweiten Runde | Beitrag nicht in der zweiten Runde | Beitrag nicht in der zweiten Runde | Beitrag nicht in der zweiten Runde | Beitrag nicht in der zweiten Runde | Beitrag nicht in der zweiten Runde | Beitrag nicht in der zweiten Runde | Beitrag nicht in der zweiten Runde | Beitrag nicht in der zweiten Runde | Beitrag nicht in der zweiten Runde | Beitrag nicht in der zweiten Runde | Beitrag nicht in der zweiten Runde | Beitrag nicht in der zweiten Runde | Beitrag nicht in der zweiten Runde | –      | 1.    |

### Fünftes Halbfinale

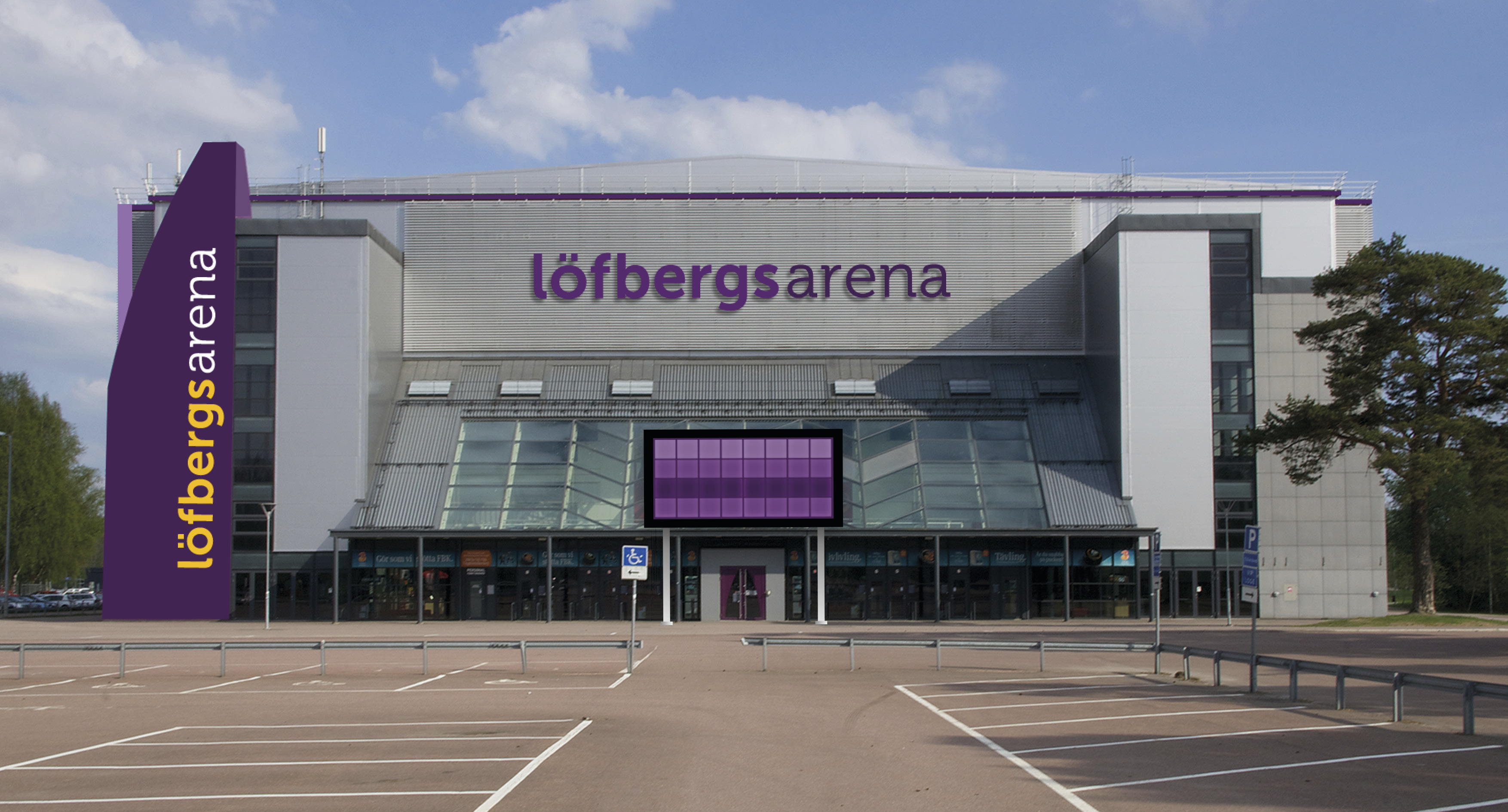
Löfbergs Arena

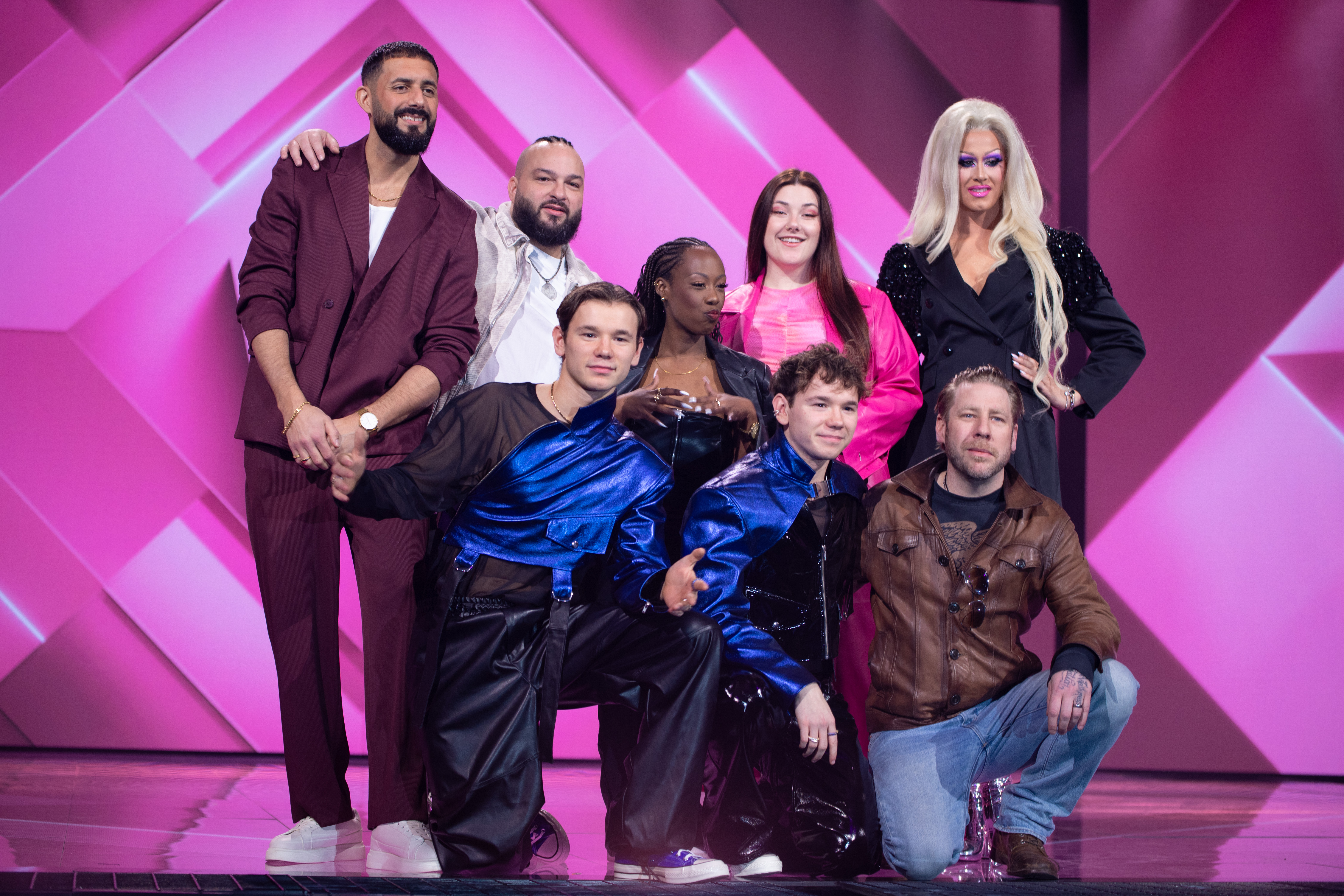
Die Interpreten der fünften Vorrunde

Das fünfte Halbfinale (Deltävling 5) fand am 2. März 2024 in der Löfbergs Arena in Karlstad statt. In der ersten Abstimmungsrunde qualifizierten sich Marcus & Martinus, wie im Vorjahr direkt für das Finale. Medina konnten sich daraufhin, wie bereits 2022 ebenfalls für das Finale qualifizieren.
| Platz | Startnr. | Interpret          | Lied Musik (M) und Text (T)                                                                            | Sprache                           | Übersetzung (inoffiziell) | Zuschauerstimmen (Televoting & App) | Zuschauerstimmen (Televoting & App) | Zuschauerstimmen (Televoting & App) | Zuschauerstimmen (Televoting & App) | Zuschauerstimmen (Televoting & App) | Bild |
| Platz | Startnr. | Interpret          | Lied Musik (M) und Text (T)                                                                            | Sprache                           | Übersetzung (inoffiziell) | Stimmen (Erste Runde)               | Stimmen (Zweite Runde)              | Stimmen (Gesamt)                    | %                                   | Punkte                              | Bild |
| ----- | -------- | ------------------ | --- | --------------------------------- | ------------------------- | ----------------------------------- | ----------------------------------- | ----------------------------------- | ----------------------------------- | ----------------------------------- | ---- |
| 1.    | 1        | Marcus & Martinus  | Unforgettable M/T: Jimmy „Joker“ Thörnfeldt, Joy Deb, Linnea Deb, Marcus Gunnarsen, Martinus Gunnarsen | Englisch                          | Unvergesslich             | 1.759.673                           | Beitrag nicht in zweiter Runde      | Beitrag nicht in zweiter Runde      | Beitrag nicht in zweiter Runde      | Beitrag nicht in zweiter Runde      |      |
| 2.    | 6        | Medina             | Que Sera M/T: Ali Jammali, Anderz Wrethov, Jimmy „Joker“ Thörnfeldt, Sami Rekik                        | Schwedisch, Spanisch, Französisch | Was wird sein             | 1.392.450                           | 853.794                             | 2.246.244                           | 26,3 %                              | 82                                  |      |
| 3.    | 5        | Annika Wickihalder | Light M/T: Annika Wickihalder, Herman Gardarfve, Linnea Gawell, Patrik Jean                            | Englisch                          | Licht                     | 1.144.413                           | 665.667                             | 1.810.080                           | 21,2 %                              | 79                                  |      |
| 4.    | 3        | Jay Smith          | Back to My Roots M/T: Jay Smith, Jonas Jurström, Jonathan Keyes, Maria Jane Smith, Victor Thell        | Englisch                          | Zurück zu meinen Wurzeln  | 1.171.788                           | 624.639                             | 1.796.427                           | 21,1 %                              | 73                                  |      |
| 5.    | 2        | Chelsea Muco       | Controlla M/T: Anderz Wrethov, Chelsea Muco, Elsa Carmona Oljelund, Fernand MP, Karl Flyckt, Pa Modou  | Englisch                          | Kontrolle                 | 1.009.857                           | 459.399                             | 1.469.256                           | 17,2 %                              | 42                                  |      |
| 6.    | 4        | Elektra            | Banne maj M/T: Anderz Wrethov, Elin Wrethov, Jonny Werner, Robin Werner                                | Schwedisch (Schonisch)            | Verfluche mich            | 803.892                             | 399.506                             | 1.203.398                           | 14,1 %                              | 28                                  |      |

 Kandidat hat sich für das Finale qualifiziert.
 Kandidat hat sich für die Finalkvalet qualifiziert.
| Startnr. | Interpret          | 3–9 Jahre                          | 3–9 Jahre                          | 10–15 Jahre                        | 10–15 Jahre                        | 16–29 Jahre                        | 16–29 Jahre                        | 30–44 Jahre                        | 30–44 Jahre                        | 45–59 Jahre                        | 45–59 Jahre                        | 60–74 Jahre                        | 60–74 Jahre                        | ab 75 Jahren                       | ab 75 Jahren                       | Televoting                         | Televoting                         | Gesamt | Platz |
| Startnr. | Interpret          | Platz                              | Punkte                             | Platz                              | Punkte                             | Platz                              | Punkte                             | Platz                              | Punkte                             | Platz                              | Punkte                             | Platz                              | Punkte                             | Platz                              | Punkte                             | Platz                              | Punkte                             | Gesamt | Platz |
| -------- | ------------------ | ---------------------------------- | ---------------------------------- | ---------------------------------- | ---------------------------------- | ---------------------------------- | ---------------------------------- | ---------------------------------- | ---------------------------------- | ---------------------------------- | ---------------------------------- | ---------------------------------- | ---------------------------------- | ---------------------------------- | ---------------------------------- | ---------------------------------- | ---------------------------------- | ------ | ----- |
| 1        | Marcus & Martinus  | Beitrag nicht in der zweiten Runde | Beitrag nicht in der zweiten Runde | Beitrag nicht in der zweiten Runde | Beitrag nicht in der zweiten Runde | Beitrag nicht in der zweiten Runde | Beitrag nicht in der zweiten Runde | Beitrag nicht in der zweiten Runde | Beitrag nicht in der zweiten Runde | Beitrag nicht in der zweiten Runde | Beitrag nicht in der zweiten Runde | Beitrag nicht in der zweiten Runde | Beitrag nicht in der zweiten Runde | Beitrag nicht in der zweiten Runde | Beitrag nicht in der zweiten Runde | Beitrag nicht in der zweiten Runde | Beitrag nicht in der zweiten Runde | –      | 1.    |
| 2        | Chelsea Muco       | 3.                                 | 8                                  | 3.                                 | 8                                  | 5.                                 | 3                                  | 4.                                 | 5                                  | 4.                                 | 5                                  | 4.                                 | 5                                  | 4.                                 | 5                                  | 5.                                 | 3                                  | 42     | 5.    |
| 3        | Jay Smith          | 2.                                 | 10                                 | 4.                                 | 5                                  | 3.                                 | 8                                  | 2.                                 | 10                                 | 1.                                 | 12                                 | 2.                                 | 10                                 | 3.                                 | 8                                  | 2.                                 | 10                                 | 73     | 4.    |
| 4        | Elektra            | 5.                                 | 3                                  | 5.                                 | 3                                  | 4.                                 | 5                                  | 5.                                 | 3                                  | 5.                                 | 3                                  | 5.                                 | 3                                  | 5.                                 | 3                                  | 4.                                 | 5                                  | 28     | 6.    |
| 5        | Annika Wickihalder | 4.                                 | 5                                  | 2.                                 | 10                                 | 2.                                 | 10                                 | 3.                                 | 8                                  | 2.                                 | 10                                 | 1.                                 | 12                                 | 1.                                 | 12                                 | 1.                                 | 12                                 | 79     | 3.    |
| 6        | Medina             | 1.                                 | 12                                 | 1.                                 | 12                                 | 1.                                 | 12                                 | 1.                                 | 12                                 | 3.                                 | 8                                  | 3.                                 | 8                                  | 2.                                 | 10                                 | 3.                                 | 8                                  | 82     | 2.    |

### Finalkvalet
In der zweiten Abstimmung des fünften Halbfinales standen erneut die Dritt- und Viertplatzierten aller Halbfinals zur Wahl. Die beiden Beiträge mit den meisten Stimmen zogen ebenfalls in das Finale ein. So konnten sich Annika Wickihalder und Jay Smith, beide aus dem Fünften Halbfinale, die letzten zwei Finalplätze sichern.
| Platz | Startnr. | Interpret          | Lied Musik (M) und Text (T) | Sprache    | Übersetzung (inoffiziell)               | Zuschauerstimmen (Televoting & App) | Zuschauerstimmen (Televoting & App) | Zuschauerstimmen (Televoting & App) |
| Platz | Startnr. | Interpret          | Lied Musik (M) und Text (T) | Sprache    | Übersetzung (inoffiziell)               | Stimmen                             | %                                   | Punkte                              |
| ----- | -------- | ------------------ | --- | ---------- | --------------------------------------- | ----------------------------------- | ----------------------------------- | ----------------------------------- |
| 1.    | 9        | Annika Wickihalder | Light M/T: Annika Wickihalder, Herman Gardarfve, Linnea Gawell, Patrik Jean                                                                       | Englisch   | Licht                                   | 906.864                             | 13,8 %                              | 245                                 |
| 2.    | 10       | Jay Smith          | Back to My Roots M/T: Jay Smith, Jonas Jurström, Jonathan Keyes, Maria Jane Smith, Victor Thell                                                   | Englisch   | Zurück zu meinen Wurzeln                | 845.182                             | 12,9 %                              | 235                                 |
| 3.    | 4        | Fröken Snusk       | Unga & Fria M/T: Fröken Snusk, Sara Ryan | Schwedisch | Jung und frei                           | 809.748                             | 12,4 %                              | 235                                 |
| 4.    | 8        | Scarlet            | Circus X M/T: Emil Behmer, Henric Pierroff, Ian-Paolo Lira, Jessica Rachel Chertock, Scarlett Estevez, Simon Boustedt, Staffan Amberlind, Thirsty | Englisch   | Zirkus X                                | 796.229                             | 12,2 %                              | 222                                 |
| 5.    | 6        | Gunilla Persson    | I Won’t Shake (La La Gunilla) M/T: Fredrik Andersson                                                                                              | Englisch   | Ich werde nicht zittern (La La Gunilla) | 741.004                             | 11,3 %                              | 214                                 |
| 6.    | 2        | Adam Woods         | Supernatural M/T: Adam Woods, Calle Hellberg, Jonna Hall, William Segerdahl                                                                       | Englisch   | Übernatürlich                           | 545.665                             | 8,3 %                               | 189                                 |
| 7.    | 7        | Albin Tingwall     | Done Getting Over You M/T: Jimmy „Joker“ Thörnfeldt, Joy Deb, Linnea Deb                                                                          | Englisch   | Fertig damit, über dich hinwegzukommen  | 581.259                             | 8,9 %                               | 185                                 |
| 8.    | 3        | Dear Sara          | The Silence After You M/T: Benjamin Rosenbohm, Jonas Thander, Marcus Winther-John, Sara Nutti                                                     | Englisch   | Die Stille nach dir                     | 435.793                             | 6,7 %                               | 169                                 |
| 9.    | 5        | Klaudy             | För dig M/T: William Schenberg, Åke Olofsson | Schwedisch | Für dich                                | 508.044                             | 7,8 %                               | 164                                 |
| 10.   | 1        | Elisa Lindström    | Forever Yours M/T: Elisa Lindström, Erik Bernholm, Henric Axelsson, Henrik Sethsson, Thomas G:son                                                 | Englisch   | Für Immer dein                          | 381.269                             | 5,8 %                               | 142                                 |

 Kandidat hat sich für das Finale qualifiziert.

## Finale

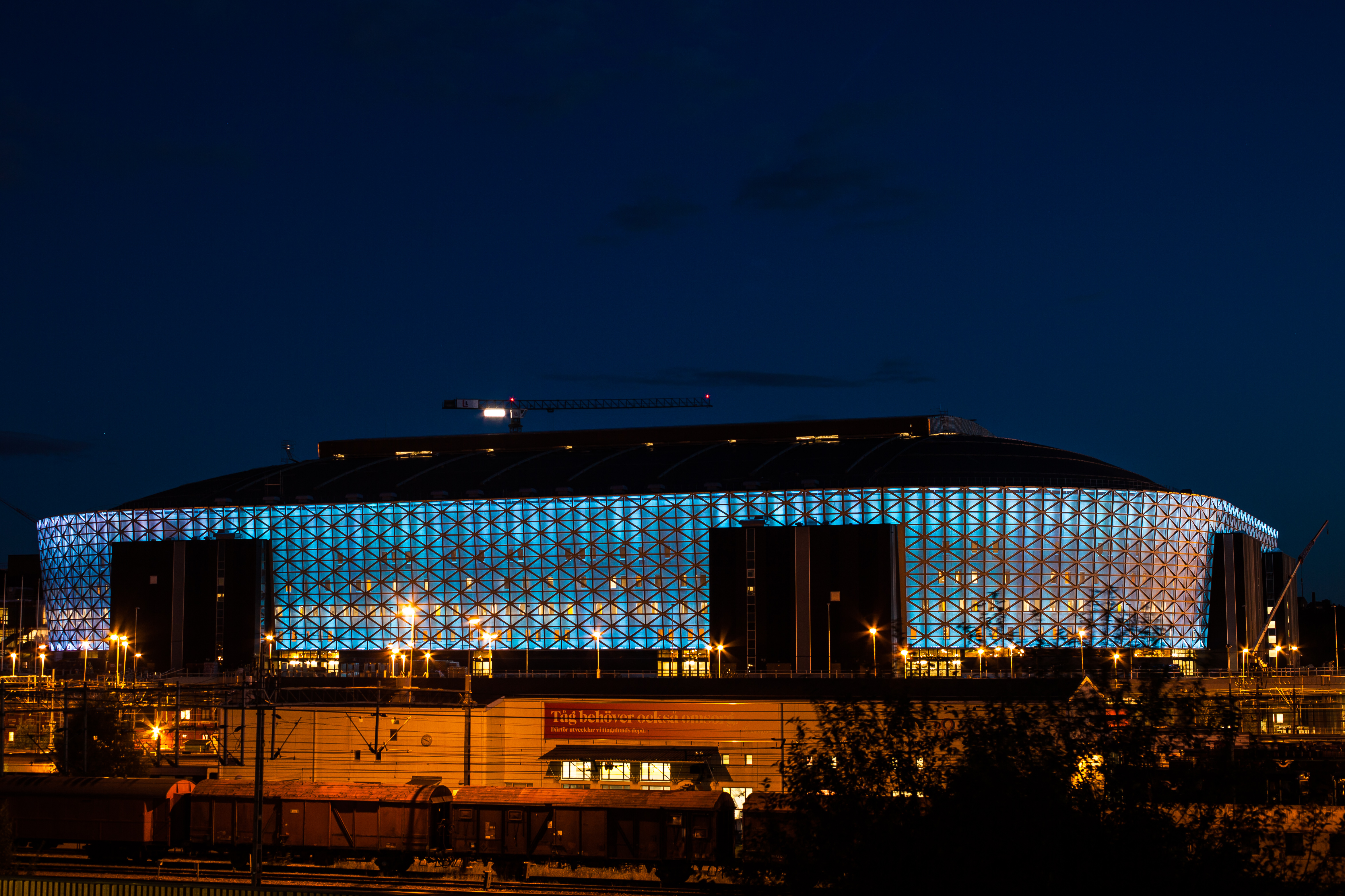
Friends Arena

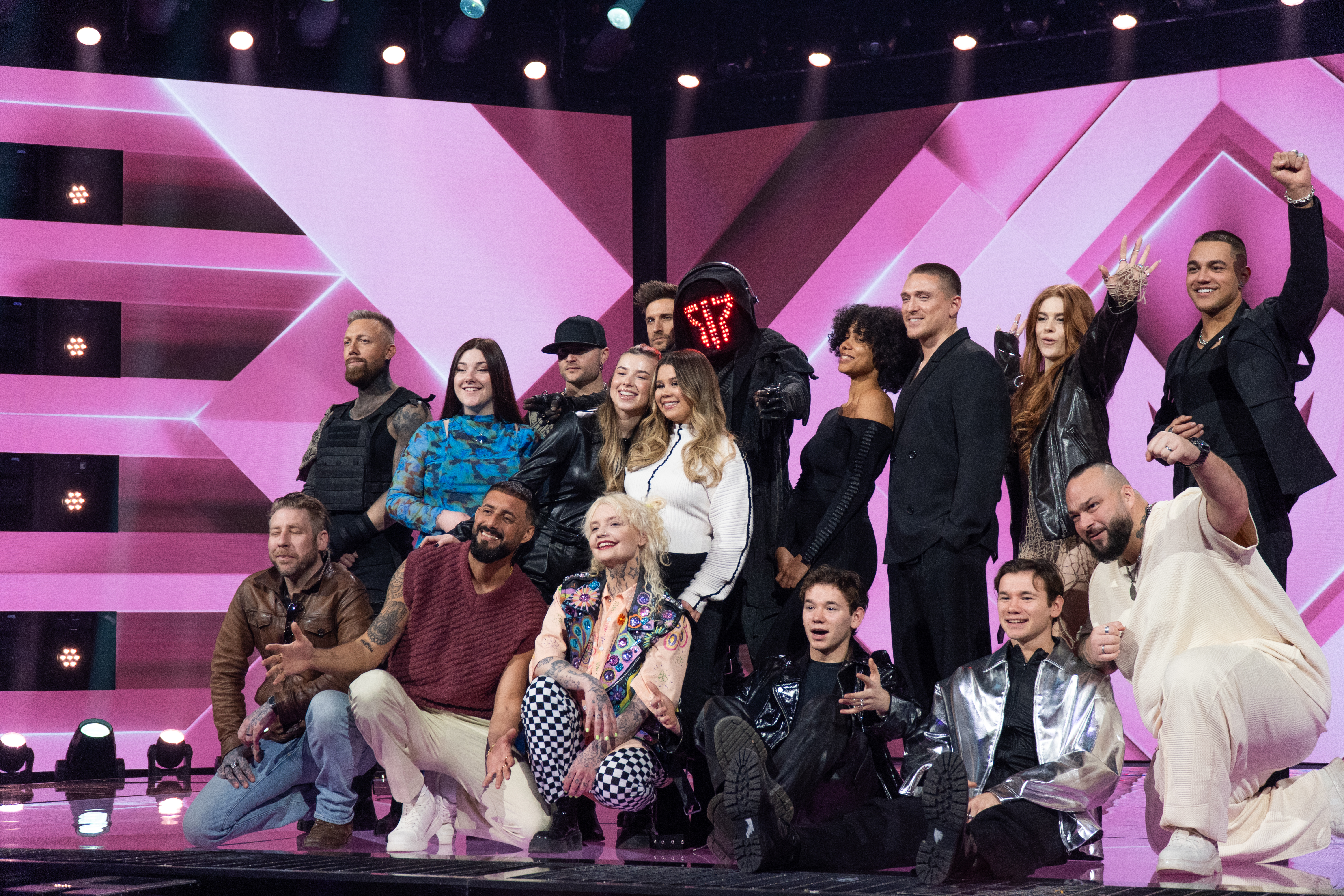
Die Interpreten im Finale

Das Finale fand am 9. März 2024, 20:00 Uhr (MEZ) in der Friends Arena in Solna statt. Marcus & Martinus landeten sowohl in der Jury- als auch der Zuschauerwertung auf dem 1. Platz und konnten so das Finale gewinnen. Medina landeten auf dem 2. Platz, Smash into Pieces wie im Vorjahr auf dem 3. Platz. Bemerkenswert ist, dass an allen Beiträgen der Top 3 Jimmy ''Joker'' Thörnfeldt als Songwriter beteiligt war.
| Platz | Startnr. | Interpret          | Lied Musik (M) und Text (T) | Sprache              | Übersetzung (inoffiziell)                         | BE | IR | MT | RS | AU | IS | DE | CY | Jury Gesamt | Zuschauerstimmen (Televoting & App) | Zuschauerstimmen (Televoting & App) | Zuschauerstimmen (Televoting & App) | Gesamt |
| Platz | Startnr. | Interpret          | Lied Musik (M) und Text (T) | Sprache              | Übersetzung (inoffiziell)                         | BE | IR | MT | RS | AU | IS | DE | CY | Jury Gesamt | Stimmen                             | %                                   | Punkte                              | Gesamt |
| --- | -------- | ------------------ | --- | -------------------- | ------------------------------------------------- | -- | -- | -- | -- | -- | -- | -- | -- | ----------- | ----------------------------------- | ----------------------------------- | ----------------------------------- | ------ |
| 1. | 7        | Marcus & Martinus  | Unforgettable M/T: Jimmy „Joker“ Thörnfeldt, Joy Deb, Linnea Deb, Marcus Gunnarsen, Martinus Gunnarsen                                                     | Englisch             | Unvergesslich                                     | 8  | 5  | 12 | 12 | 12 | 12 | 12 | 12 | 85          | 3.186.801                           | 12,0 %                              | 92                                  | 177    |
| 2. | 9        | Medina             | Que Sera M/T: Ali Jammali, Anderz Wrethov, Jimmy „Joker“ Thörnfeldt, Sami Rekik                                                                            | Schwedisch, Spanisch | Was wird sein                                     | 10 | 12 | 8  | 5  | 4  | 2  | 2  | –  | 43          | 2.894.693                           | 10,9 %                              | 61                                  | 104    |
| 3. | 4        | Smash into Pieces  | Heroes Are Calling M/T: Andreas „Giri“ Lindbergh, Benjamin Jennebo, Chris Adam Hedman Sörbye, Jimmy „Joker“ Thörnfeldt, Joy Deb, Linnea Deb, Per Bergquist | Englisch             | Helden rufen                                      | 6  | 7  | 5  | 2  | 1  | –  | 5  | 5  | 31          | 2.688.509                           | 10,1 %                              | 59                                  | 90     |
| 4. | 5        | Cazzi Opeia        | Give My Heart a Break M/T: Ellen Berg, Jimmy Jansson, Moa Carlebecker, Thomas G:son                                                                        | Englisch             | Gib meinem Herz eine Pause                        | 12 | 3  | 6  | 7  | 7  | 7  | –  | 4  | 46          | 2.042.843                           | 7,7 %                               | 41                                  | 87     |
| 5. | 10       | Liamoo             | Dragon M/T: Anderz Wrethov, Jimmy „Joker“ Thörnfeldt, Julie „Kill J“ Aagaard, Liam Pablito Cacatian Thomassen                                              | Englisch             | Drache                                            | 1  | 6  | 7  | 3  | 2  | 5  | 4  | 10 | 38          | 2.486.029                           | 9,3 %                               | 45                                  | 83     |
| 6. | 12       | Danny Saucedo      | Happy That You Found Me M/T: John Martin, Kristoffer Fogelmark, Michel Zitron                                                                              | Englisch             | Glücklich, dass du mich gefunden hast             | –  | 10 | 3  | 1  | 5  | 8  | –  | 7  | 34          | 1.890.517                           | 7,1 %                               | 40                                  | 74     |
| 7. | 1        | Maria Sur          | When I’m Gone M/T: Anderz Wrethov, Jimmy „Joker“ Thörnfeldt, Julie „Kill J“ Aagaard, Maria Sur                                                             | Englisch             | Wenn ich fort bin                                 | 4  | 1  | 4  | 8  | 10 | –  | 7  | 3  | 37          | 2.239.255                           | 8,4 %                               | 35                                  | 72     |
| 8. | 6        | Annika Wickihalder | Light M/T: Annika Wickihalder, Herman Gardarfve, Linnea Gawell, Patrik Jean                                                                                | Englisch             | Licht                                             | –  | 4  | 10 | 10 | –  | 6  | 8  | –  | 38          | 1.852.595                           | 7,0 %                               | 25                                  | 63     |
| 9. | 11       | Jacqline           | Effortless M/T: Dino Medanhodzic, Jacqline Mossberg Mounkassa, Jimmy Jansson, Moa Carlebecker, Thomas G:son                                                | Englisch             | Mühelos                                           | 7  | –  | 1  | –  | 6  | 10 | 10 | 6  | 40          | 1.930.548                           | 7,3 %                               | 21                                  | 61     |
| 10. | 2        | Jay Smith          | Back to My Roots M/T: Jay Smith, Jonas Jurström, Jonathan Keyes, Maria Jane Smith, Victor Thell                                                            | Englisch             | Zurück zu meinen Wurzeln                          | 5  | 8  | –  | 4  | –  | 1  | 1  | 1  | 20          | 1.997.809                           | 7,5 %                               | 26                                  | 46     |
| 11. | 3        | Lisa Ajax          | Awful Liar M/T: David Lindgren Zacharias, Sebastian Atas, Victor Crone, Victor Sjöström                                                                    | Englisch             | Schlechter Lügner                                 | 2  | –  | –  | 6  | 3  | 4  | 3  | 8  | 26          | 1.754.949                           | 6,6 %                               | 11                                  | 37     |
| 12. | 8        | Dotter             | It’s Not Easy to Write a Love Song M/T: Dino Medanhodzic, Johanna Jansson                                                                                  | Englisch             | Es ist nicht einfach, ein Liebeslied zu schreiben | 3  | 2  | 2  | –  | 8  | 3  | 6  | 2  | 26          | 1.633.089                           | 6,1 %                               | 8                                   | 34     |
| Jury-Punktesprecher |          |                    | |                      |                                                   |    |    |    |    |    |    |    |    |             |                                     |                                     |                                     |        |
| - – Birgit Simal - – Neil Doherty - – Gordon Bonello - – Ivan Simonović - – Danny Estrin - – Felix Bergsson - – Alina Stiegler - – Evi Papamichael |          |                    | |                      |                                                   |    |    |    |    |    |    |    |    |             |                                     |                                     |                                     |        |

| Startnr. | Interpret          | 3–9 Jahre | 3–9 Jahre | 10–15 Jahre | 10–15 Jahre | 16–29 Jahre | 16–29 Jahre | 30–44 Jahre | 30–44 Jahre | 45–59 Jahre | 45–59 Jahre | 60–74 Jahre | 60–74 Jahre | ab 75 Jahren | ab 75 Jahren | Televoting | Televoting | Gesamt |
| Startnr. | Interpret          | Platz     | Punkte    | Platz       | Punkte      | Platz       | Punkte      | Platz       | Punkte      | Platz       | Punkte      | Platz       | Punkte      | Platz        | Punkte       | Platz      | Punkte     | Gesamt |
| -------- | ------------------ | --------- | --------- | ----------- | ----------- | ----------- | ----------- | ----------- | ----------- | ----------- | ----------- | ----------- | ----------- | ------------ | ------------ | ---------- | ---------- | ------ |
| 1        | Maria Sur          | 5.        | 6         | 3.          | 8           | 4.          | 7           | 7.          | 4           | 10.         | 1           | 11.         | 0           | 3.           | 8            | 10.        | 1          | 35     |
| 2        | Jay Smith          | 8.        | 3         | 11.         | 0           | 5.          | 6           | 6.          | 5           | 8.          | 3           | 7.          | 4           | 11.          | 0            | 6.         | 5          | 26     |
| 3        | Lisa Ajax          | 7.        | 4         | 6.          | 5           | 9.          | 2           | 11.         | 0           | 11.         | 0           | 11.         | 0           | 11.          | 0            | 11.        | 0          | 11     |
| 4        | Smash into Pieces  | 2.        | 10        | 5.          | 6           | 6.          | 5           | 1.          | 12          | 2.          | 10          | 5.          | 6           | 9.           | 2            | 3.         | 8          | 59     |
| 5        | Cazzi Opeia        | 6.        | 5         | 9.          | 2           | 11.         | 0           | 4.          | 7           | 5.          | 6           | 2.          | 10          | 6.           | 5            | 5.         | 6          | 41     |
| 6        | Annika Wickihalder | 11.       | 0         | 10.         | 1           | 7.          | 4           | 10.         | 1           | 9.          | 2           | 4.          | 7           | 5.           | 6            | 7.         | 4          | 25     |
| 7        | Marcus & Martinus  | 1.        | 12        | 1.          | 12          | 1.          | 12          | 3.          | 8           | 1.          | 12          | 1.          | 12          | 1.           | 12           | 1.         | 12         | 92     |
| 8        | Dotter             | 9.        | 2         | 7.          | 4           | 11.         | 0           | 11.         | 0           | 11.         | 0           | 10.         | 1           | 10.          | 1            | 11.        | 0          | 8      |
| 9        | Medina             | 3.        | 8         | 2.          | 10          | 2.          | 10          | 2.          | 10          | 4.          | 7           | 9.          | 2           | 4.           | 7            | 4.         | 7          | 61     |
| 10       | Liamoo             | 4.        | 7         | 4.          | 7           | 3.          | 8           | 5.          | 6           | 6.          | 5           | 6.          | 5           | 7.           | 4            | 8.         | 3          | 45     |
| 11       | Jacqline           | 11.       | 0         | 8.          | 3           | 8.          | 3           | 8.          | 3           | 7.          | 4           | 8.          | 3           | 8.           | 3            | 9.         | 2          | 21     |
| 12       | Danny Saucedo      | 10.       | 1         | 11.         | 0           | 10.         | 1           | 9.          | 2           | 3.          | 8           | 3.          | 8           | 2.           | 10           | 2.         | 10         | 40     |